# Карасор (озеро)
Карасор (каз. Қарасор) — солоне озеро в Карагандинській області Казахстану.
Вміст солей більший, ніж у морській воді.
Береги низькі, пологі та глинисті.
Живиться талим снігом. У Карасор впадає декілька невеликих річок, що пересихають влітку.
Озеро замерзає в кінці листопада й скресає в квітні-травні.